# Провал операции «Большая Медведица»
«Провал операции «Большая медведица»» — художественный фильм о борьбе советских пограничников с отрядами УПА в конце 1940-х годов.

## Сюжет
В первые послевоенные годы на территории Западной Украины действовали банды Украинской Повстанческой Армии. В одном из прикарпатских сёл обосновался отряд УПА под командованием «Рена». С его помощью зарубежные националисты-эмигранты, обосновавшиеся в Мюнхене, пытаются заполучить списки гитлеровских агентов, оставленные при отступлении немцев. Советские чекисты с помощью сельской учительницы Марии Шевчук разоблачают и уничтожают банду Рена.

## В ролях
- Нина Антонова — учительница Мария Григорьевна Шевчук
- Зинаида Журавлева — Злата Завада
- Александр Денисенко — комсомолец Иван Нечай
- Анатолий Барчук — капитан Малеваный
- Николай Шутько — полковник Иван Коломиец
- Владимир Костюк — лейтенант Сенчуков
- Федор Панасенко — председатель сельсовета
- Константин Степанков — лесничий Кандыба
- Галина Мороз — Влада Кандыба
- Лесь Сердюк — Рен, командир отряда УПА
- Михаил Игнатов — помощник Рена
- Владимир Волков — Юлиан Бес, резидент УПА
- Николай Сектименко — Остап Блакитный, подрывник УПА
- Гедиминас Гирдвайнис — Молчун
- Владимир Куркин — Петр Крук
- Паул Буткевич — майор Стронг
- Михаил Горносталь — Михась Волк, новый куренной УПА
- Александр Гринько — Левко Завада, редактор эмигрантской газеты в Мюнхене
- Алиция Омельчук — Тищенюк, связная УПА
- Осип Найдук — бандеровец из отряда Рена
- Борис Мирус — Степан Шулика

## Награды
1985 - Третья премия КГБ СССР автору сценария Льву Корнешову, режиссёру Анатолию Буковскому и актрисе Нине Антоновой за лучшее произведение о чекистах и пограничниках.

## Интересные факты
Основные съемки проходили в Коломые, Ивано-Франковской области Украины.